# 도도 다카요시 (초대)
도도 다카요시(일본어: 藤堂高吉, 1579년 6월 24일 ~ 1670년 8월 31일)는 에도 시대 전기의 무장이다. 니와 나가히데의 삼남으로 태어나 하시바 히데나가, 도도 다카토라의 양자로 입적하였다.
| 전임 (도도 다카토라) | 제1대 나바리 도도가 당주 1636년 ~ 1670년 | 후임 도도 나가마사 |